# Purk
Purk is een pop in het kinderprogramma Sesamstraat.
Purk woont sinds 2003 in Sesamstraat. Deze baby in de vorm van een roze varkentje kwam in de serie met de Sinterklaasviering op 5 december en is vriendjes met Tommie, Pino en Ieniemienie. Meestal zorgt Lot voor haar. Toen Rik nog in Sesamstraat speelde nam hij deze taak eveneens vaak op zich.
Purk wordt gespeeld door Judith Broersen.

## In het dagelijks taalgebruik
In het dagelijks taalgebruik is sinds 1812 het zelfstandig naamwoord purk een ander woord voor een snotje.